# Georgia Benkart
Georgia McClure Benkart (Youngstown, 30 dicembre 1947 – Madison, 29 aprile 2022) è stata una matematica statunitense, nota per il suo lavoro nella teoria della struttura e della rappresentazione delle algebre di Lie e delle relative strutture algebriche. Ha pubblicato oltre 130 articoli su riviste ed è coautrice di tre memorie dell'American Mathematical Society in quattro grandi categorie: algebre di Lie modulari; combinatoria delle rappresentazioni dell'algebra di Lie; algebre graduate e superalgebre; gruppi quantistici e relative strutture.

## Biografia
Benkart nacque il 30 dicembre 1947 a Youngstown, Ohio, da George Benkart II e Florence K. Benkart. Suo padre prestava servizio nel Corpo degli ingegneri dell'esercito e sua madre era un'insegnante di Youngstown.
Benkart conseguì la laurea con lode presso la Ohio State University nel 1970 e un MPh in matematica presso la Yale University nel 1973. Completò il lavoro di dottorato a Yale con Nathan Jacobson scrivendo una tesi intitolata "Inner Ideals and the Structure of Lie Algebre". Conseguì un dottorato di ricerca in matematica presso l'Università di Yale nel 1974.

## Carriera
Dopo aver completato il dottorato, Benkart iniziò la sua lunga carriera presso l'Università del Wisconsin-Madison, prima come MacDuffee Instructor e poi come EB Van Vleck Professor of Mathematics fino a quando non si ritirò dall'insegnamento nel 2006.
Ricoprì incarichi presso il Mathematical Sciences Research Institute di Berkeley, in California, l'Institute for Advanced Study di Princeton, nel New Jersey, l'Aspen Center for Physics e l'Università della Virginia. Durante la sua carriera, Benkart ha tenuto oltre 350 discorsi su invito, tra cui 3 conferenze plenarie ai Joint Mathematics Meetings e l'Emmy Noether Lecture al Congresso internazionale dei matematici a Seul, Corea del Sud nel 2014.
Benkart morì il 29 aprile 2022, all'età di 74 anni, a Madison, Wisconsin.

## Ricerca
Benkart ha contribuito alla classificazione di semplici algebre di Lie modulari. Il suo lavoro con J. Marshall Osborn sulle algebre di Lie toroidali di rango uno divenne uno degli elementi costitutivi della classificazione.
Nel 2009 pubblicò, insieme a Thomas Gregory e Alexander Premet, la prima dimostrazione completa del teorema di riconoscimento per algebre di Lie graduate con almeno 5 caratteristiche.
All'inizio degli anni '90, Benkart ed Efim Zelmanov iniziarono a lavorare sulla classificazione delle algebre di Lie graduate alla radice e delle algebre delle matrici di intersezione. Questi ultimi sono stati introdotti da Peter Slowowy nel suo lavoro sulle singolarità. Berman e Moody hanno riconosciuto che queste algebre (generalizzazioni delle algebre affini di Kac-Moody) sono algebre di Lie classificate con radice universale e le hanno classificate per sistemi di radici semplicemente allacciate. Benkart e Zelmanov hanno affrontato i restanti casi riguardanti il quadrato magico di Freudenthal e hanno esteso questo quadrato a eccezionali superalgebre di Lie.
Successivamente Benkart estese questi risultati in due direzioni. In una serie di articoli con Alberto Elduque sviluppò la teoria delle superalgebre di Lie graduate in radice.  In una seconda serie di lavori con Bruce Allison, Arturo Pianzola, Erhard Neher, determinò le coperture centrali universali di queste algebre.
Uno dei pilastri della teoria della rappresentazione dei gruppi quantistici (e delle applicazioni alla combinatoria) è la teoria delle basi cristalline di Masaki Kashiwara. Si tratta di basi altamente invarianti che sono adatte per decomposizioni di prodotti tensoriali. In un articolo con Seok-Jin Kang e Kashiwara, Benkart estese la teoria delle basi cristalline alle superalgebre quantistiche.
Il lavoro di Benkart sulle algebre non commutative relative alla combinatoria algebrica divenne uno strumento fondamentale nella costruzione delle categorie tensoriali.

## Altre attività
Benkart fece parte di diversi comitati editoriali, inclusi i consigli dell'American Mathematical Society for Surveys and Monographs and Abstracts, "Communications in Algebra" e il "Journal of Algebra". È stata segretaria associata dell'American Mathematical Society per la sezione centrale dal 2010 al 2020, e membro del consiglio direttivo nel 1995 e dal 2010 al 2021. Benkart fu attiva nell'Associazione per le donne in matematica (AWM) per molti anni, fu presidente del portafoglio soci e del comitato di nomina e contribuì a pianificare il primo AWM Research Symposium, che è stato anche una celebrazione del 40º anniversario di AWM.

## Premi e riconoscimenti
Benkart ricevette una Woodrow Wilson Fellowship dalla Woodrow Wilson National Fellowship Foundation. Il suo lavoro in Wisconsin fu riconosciuto da una Romnes Fellowship nel 1985, un Distinguished Teaching Award nel 1987 e un WARF Mid-Career Faculty Research Award nel 1996. Nel 2008 l'incontro Lier Groups e Lie Algebras venne tenuto all'Università della California in onore di Benkart. I suoi discorsi e conferenze inclusero due conferenze su invito ai Joint Mathematics Meetings e una conferenza plenaria a una riunione della Canadian Mathematical Society.  Nel 2000-2002 Benkart fu nominata Polya Lecturer dalla Mathematical Association of America. È stata eletta Fellow dell'American Mathematical Society (AMS) nella classe inaugurale del 2013.
Eletta presidente dell'Associazione per le donne in matematica dal 2009 al 2011, venne selezionata nel 2014 per tenere l'AWM-AMS Noether Lecture. Il titolo del suo intervento: "Walking on Graphs the Representation Theory Way".
Nel 2014 all'International Congress of Mathematicians tenutosi a Seoul, tenne l'ICM Emmy Noether Lecture. Fu selezionata come borsista dell'Association for Women in Mathematics nella classe inaugurale del 2018.
Nel 2022, un tributo ai suoi contributi, "Gems from the Work of Georgia Benkart", apparve negli Avvisi dell'American Mathematical Society.
L'American Mathematical Society e il dipartimento di matematica dell'Università del Wisconsin-Madison hanno pubblicato ricordi di Benkart.

## Opere selezionate
- con Daniel Britten, Frank Lemire: (EN) Stability in Modules for Classical Lie Algebras: A Constructive Approach, vol. 85, Providence, R.I., American Mathematical Society, 1990, ISBN 9780821861530.
- con Seok-Jin Kang, Masaki Kashiwara: (EN) Georgia Benkart, Seok-Jin Kang e Masaki Kashiwara, 2, in Crystal bases for the quantum superalgebra, J. Amer. Math. Soc., vol. 13, 2000,  pp. 295-331.
- con Bruce Allison, Yun Gao: (EN) Lie algebras graded by the root systems BC, vol. 158, American Mathematical Society, 2002, ISBN 9780821864739.
- con Thomas Gregory, Alexander Premet: (EN) The recognition theorem for graded Lie algebras in prime characteristic, vol. 197, American Mathematical Society, 2009, ISBN 9780821842263.